# Markus Aerdken

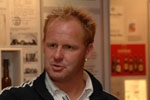
Markus Aerdken

Markus Aerdken (* 5. Dezember 1971) ist ein ehemaliger deutscher Fußballspieler.

## Karriere
In der Jugend spielte Aerdken für Brukteria Rorup, die TSG Dülmen, den FC Schalke 04 und Borussia Dortmund, bevor er für die Saison 1991/92 zum westfälischen Oberligisten (damals dritte Liga) ASC Schöppingen wechselte. Aerdken bestritt auch einige Partien für die deutsche U18- und U20-Nationalmannschaft.
Nach nur einem Spieljahr wurde er vom damaligen Zweitligisten FC St. Pauli als Stürmer verpflichtet. Aerdken wirkte zwar in der Mammutsaison 1992/93 in 28 Spielen mit, wurde aber meistens nur eingewechselt. Er erzielte insgesamt fünf Treffer für den FC St. Pauli. Nach dieser durchwachsenen Saison wechselte Aerdken innerhalb der 2. Bundesliga zum Wuppertaler SV, wo er allerdings in elf Partien ebenfalls fünf Treffer erzielte.
Kurioserweise erzielte er zwei Treffer zum 2:1-Sieg im Auswärtsspiel beim FC St. Pauli, wo er eine lange Heimspielsiegesserie der Hamburger beendete und die Partie auch noch mit einer Gelb-Roten Karte verlassen musste. Aerdken stieg im selben Jahr mit dem Wuppertaler SV ab, bei dem er dann noch ein Jahr in der Drittklassigkeit verbrachte. In der Saison 1995/96 wechselte Aerdken zum VfB Lübeck. Dieser war gerade in die 2. Bundesliga aufgestiegen. Er blieb bis zum Ende der darauffolgenden Saison, in welcher der VfB Lübeck wieder abstieg. Insgesamt erzielte Aerdken in 22 Spielen vier Treffer für den VfB Lübeck. Der Vertrag mit Aerdken wurde nach dem Abstieg nicht weiter verlängert.
Daraufhin wechselte er zu den Sportfreunden Lotte in die Fünftklassigkeit. Nach nur einer Spielzeit zog es ihn in den Osten Deutschlands, wo er einen Zwei-Jahres-Vertrag beim FC Sachsen Leipzig unterschrieb. Im Jahr 2000 spielte er kurzzeitig für den FC Markwerben.
Ab der Saison 2000/2001 wechselte er jährlich seinen Verein quer durch Deutschland, wo er bis 2003 immer für jeweils ein Jahr beim BFC Dynamo, Wormatia Worms, Union Solingen und den FC Eilenburg unterschrieb. Hier spielte Aerdken gemeinsam mit dem Ex-Profi Maik Kischko. Danach war Aerdken bei den unterklassigen Vereinen FSV Krostitz, Grün-Weiß Piesteritz und TSV Elbe Aken bis 2008 aktiv. Dazwischen spielte Aerdken im Jahr 2006 auch für den American Football Verein Leipzig Lions.
Seit 2008 war Aerdken zwei Jahre lang Übungsleiter des Leipziger Kreisklassenvereins SV Sternburg Lützschena/Stahmeln.
Zur Saison 2010/11 schnürte Aerdken wieder in der Kreisoberliga beim TSV Aken die Schuhe und gab sein Comeback als Spieler. Im März 2011 wechselte er als Trainer zum Bezirksklasse-Verein SV Fortuna Leipzig.

## Vereine (als Spieler im Herrenbereich)
- 1991–1992 ASC Schöppingen
- 1992–1993 FC St. Pauli
- 1993–1995 Wuppertaler SV
- 1995–1997 VfB Lübeck
- 1997–1998 Sportfreunde Lotte
- 1998–2000 Sachsen Leipzig
- 2000–2000 FC Markwerben
- 2000–2001 BFC Dynamo
- 2001–2002 Wormatia Worms
- 2002–2003 Union Solingen
- 2003–2004 FC Eilenburg
- 2004–2005 FSV Krostitz
- 2005–2006 GW Piesteritz
- 2006–2006 Leipzig Lions (American Football)
- 2006–2008 TSV Elbe Aken
- 2008–2010 SV Sternburg Lützschena
- 2010–2011 TSV Elbe Aken
- 2011– 0000SV Fortuna Leipzig